# آیروکلند کلاس سیتی
آیروکلند کلاس سیتی (به انگلیسی: City-class ironclad) یک کلاس از کشتی است که طول آن ۱۷۵ فوت (۵۳ متر) می‌باشد. این کلاس از کشتی در سال ۱۸۶۱ ساخته شد.